# Josef Hodys
Josef Hodys (8. června 1838 Nová Ves pod Pleší – 10. prosince 1915 Nová Ves pod Pleší) byl rakouský a český politik, na přelomu 19. a 20. století poslanec Českého zemského sněmu.

## Biografie
Profesí byl statkářem a politikem. V letech 1864–1908 zastával funkci starosty domovské Nové Vsi pod Pleší. Od roku 1865 zasedal v okresním zastupitelstvu a okresním výboru v Dobříši, vedl zde silniční referát. Od roku 1871 byl i členem okresní odhadní komise pro oceňování pozemků v soudním okrese Příbram – Dobříš a od roku 1873 i okresní školní rady v Příbrami. V období let 1873–1915, tedy až do své smrti, byl dobříšským okresním starostou. Od roku 1891 (podle jiného zdroje od roku 1893) zasedal v zemské zemědělské radě. V Dobříši se podílel na založení muzejního spolku. Po dobu patnácti let předsedal okresní hospodářské záložně v Dobříši.
Koncem 80. let 19. století se zapojil i do zemské politiky. Ve volbách v roce 1889 byl zvolen v kurii venkovských obcí (volební obvod Příbram, Dobříš) do Českého zemského sněmu. Politicky patřil k mladočeské straně. Mandát zde obhájil i ve volbách v roce 1895 a volbách v roce 1901.
Zemřel v prosinci 1915 v Nové Vsi, kde byl také pohřben.